# Овечкин, Артём Сергеевич
Артём Сергеевич Овечкин (род. 11 июля 1986, Бердск, Новосибирская область) — профессиональный российский шоссейный велогонщик, выступавший за команды Katusha–Alpecin, Gazprom-RusVelo. Пятикратный чемпион России в индивидуальной шоссейной велогонке. Студент Российского международного олимпийского университета.

## Карьера
До 2009 года выступал в любителях, стал третьим на чемпионате Европы среди юниоров 2008 года.
В 2009 году подписал контракт с Локомотивом и стал чемпионом России в разделке. Дважды подряд выигрывал Дуо Норманд, что до него удавалось только Тьерри Мари.
3 сентября 2013 года стало известно что Артём дисквалифицирован на полгода за нарушение антидопинговых правил, а врач команды «RusVelo» уволен.
В данный момент выступает за команду Terengganu Cycling Team (Малайзия).
Многократный победитель этапов международных велогонок (Франция, Испания, Турция, Китай, Австрия, Словения)

## Достижения
2007
- Победы на 4-м и 5-м этапах Пути к Пекину

2008
- 3-й в гонке с раздельным стартом на чемпионате Европы среди молодёжи

2009
- Чемпион России в гонке с раздельным стартом
- Победа на 5-м этапе Вуэльты Таррагоны
- Победа на 3-м этапе Вуэльты Мадрида
- 1-й на Дуо Норманд (с Николаем Трусовым)

2010
- 1-й на Дуо Норманд (с Александром Плюшкиным)
- Тур Австрии
  - 5-й в генеральной классификации
  - 1-й в молодёжной классификации

2015
- Чемпион России в гонке с раздельным стартом

2018
- 1-й на Тур Лангкави
- 1-й на Тур Антальи
- 2-й на Тур Таиланда
- 2-й на Тур Китая II

2019
- Чемпион России в гонке с раздельным стартом

2020
- Чемпион России в гонке с раздельным стартом